# Баталина, Ольга Юрьевна
О́льга Ю́рьевна Бата́лина (род. 8 ноября 1975, Саратов, РСФСР, СССР) — российский государственный и политический деятель. Первый заместитель министра труда и социальной защиты Российской Федерации с 6 октября 2021 года. Член Высшего совета партии «Единая Россия». Кандидат экономических наук (2002).
Заместитель министра труда и социальной защиты Российской Федерации (28 февраля 2020 — 29 сентября 2021). Депутат Государственной думы Федерального собрания Российской Федерации VI—VII созывов (2011—2020).

## Биография
Ольга Юрьевна Баталина родилась 8 ноября 1975 года в городе Саратов в семье служащих.
В 1997 году с отличием окончила Поволжскую академию государственной службы имени П. А. Столыпина по специальности «Государственное и муниципальное управление», квалификация — «менеджер».
В 1995 году начала трудовую деятельность помощником по связям с общественностью в аппарате заместителя председателя Саратовской областной Думы Вячеслава Володина.
Затем работала в комитете по анализу, информации и печати администрации Саратовской области, в пресс-службе губернатора Саратовской области Дмитрия Аяцкова.
С 1997 по 1999 год — помощник по связям со средствами массовой информации и рекламе банка «СБС-Агро-Радоград». Работала начальником отдела в Главном управлении Центрального банка России по Саратовской области, которое в то время возглавлял Юрий Зеленский.
В 2002 году защитила кандидатскую диссертацию на тему «Теоретические основы управления процессом экономического роста в условиях инвестиционной активности».
В марте 2006 года была избрана депутатом городской думы Саратова по партийному списку «Единой России».
С марта по июль 2008 года работала заместителем главы администрации Саратова по общественным отношениям.
В 2008 году возглавила саратовский региональный исполнительный комитет партии «Единая Россия».
В январе 2010 года глава администрации Саратова Вячеслав Сомов вновь назначил Баталину исполняющей обязанности своего заместителя по общественным отношениям и председателем комитета по общественным отношениям, анализу и информации. После реорганизации структуры мэрии Баталина стала заместителем главы администрации по социальной сфере. По информации газеты «Коммерсантъ», место заместителя главы администрации Баталина оба раза получала благодаря поддержке Вячеслава Володина.
В марте 2011 года была освобождена от занимаемой должности по собственному желанию. Официальная версия увольнения — работа в Общероссийском народном фронте (ОНФ) и предстоящие выборы в Государственную думу.
В мае 2011 года возглавила общественную организацию «Союз женщин Саратова».
В июле 2011 года была назначена проректором Поволжской академии государственной службы по развитию инноваций и по работе с государственными и муниципальными органами власти, после реорганизации вуза — заместитель директора Поволжского института управления им. П. А. Столыпина.
С июля 2011 года до избрания в Госдуму — руководитель общественной приёмной президента Путина в Саратовской области. Была ответственным координатором Саратовского отделения ОНФ.
В декабре 2011 года избрана депутатом Государственной думы VI созыва, член фракции «Единая Россия», заместитель председателя комитета Госдумы по федеративному устройству и вопросам местного самоуправления.
В июне 2012 года стала первым заместителем председателя комитета Госдумы по вопросам семьи, женщин и детей.
Во время предвыборной кампании на президентских выборах 2012 года была ведущей нескольких митингов сторонников Владимира Путина.
В 2012 году стала заместителем секретаря Генерального совета партии «Единая Россия».
В 2013 году вошла в состав межпартийной группы по совершенствованию законодательства в сфере опеки и попечительства, руководила подгруппой «Оптимизация существующей процедуры усыновления, опеки, попечительства».
11 ноября 2014 года Госдума утвердила Баталину на должность главы комитета по труду, социальной политике и делам ветеранов.
18 февраля 2016 года была избрана заместителем секретаря президиума генсовета партии «Единая Россия» Сергея Неверова, занявшись агитационно-пропагандистской работой. После этого назначения перестала возглавлять центральный совет сторонников партии.
В сентябре 2016 года избрана депутатом Государственной думы VII созыва по федеральному списку от партии «Единая Россия» (№ 3 в региональной группе № 15, Волгоградская область, Пензенская область, Саратовская область, Тамбовская область). Член комитета Госдумы VII созыва по делам общественных объединений и религиозных организаций. Входила в партийную фракцию.
28 февраля 2020 года назначена заместителем министра труда и социальной защиты Российской Федерации. В связи с этим 3 марта 2020 года Госдума досрочно лишила Баталину полномочий.
19 сентября 2021 года избрана депутатом Государственной думы Федерального собрания Российской Федерации VIII созыва по федеральному списку партии «Единая Россия». Сложила полномочия 14 октября 2021 года.
4 октября 2021 года Михаил Мишустин освободил Ольгу Баталину от должности замглавы Минтруда, но уже 6 октября она была назначена первым заместителем министра труда и социальной защиты.

## Законотворческая деятельность
С 2011 по 2020 год, в течение исполнения полномочий депутата Государственной думы VI и VII созывов, выступила соавтором 140 законодательных инициатив и поправок к проектам федеральных законов.
В 2012 году выступила активной сторонницей введения запрета на усыновление российских детей-сирот американскими гражданами в качестве ответной меры на принятие США «закона Магнитского». Журнал Forbes, по информации которого главным лоббистом законопроекта о запрете на усыновление является В. Володин, напрямую связывает публичные высказывания Баталиной по этой теме с позицией Володина. Телеканал «Дождь» со ссылкой на свои источники сообщил в декабре 2012 года о том, что подлинное авторство законопроекта принадлежит В. Володину и О. Баталиной.
В 2013 году Баталина вместе с Еленой Мизулиной приняла участие в проходившей в Лейпциге конференции «За будущее семьи. Грозит ли исчезновение европейским народам?», среди участников которой были представители маргинальных немецких организаций, в том числе профашистских и антисемитских взглядов. Участников конференции блокировали немецкие антифашисты и ЛГБТ-активисты; Мизулина утверждала, что в возникшей давке члены российской делегации получили травмы.
В январе 2016 года предложила введение налога для семей со средним и выше доходом, не имеющих детей или воспитывающих одного ребёнка. Такая мера, с её слов, будет побуждать людей к формированию семьи.
В ноябре 2016 года выступила одним из соавторов закона о декриминализации домашнего насилия.
Активно поддержала пенсионную реформу. Летом 2018 года отправилась в поездку по райцентрам Саратовской области, чтобы разъяснять избирателям значение пенсионной реформы, что вызвало резкую критику со стороны граждан. В январе 2019 года Баталина написала в министерство труда и социальной защиты РФ заявление об отказе от депутатской надбавки к пенсии.

## Оценки
В феврале 2013 года политик Илья Яшин уличил депутата от «Единой России» Ольгу Баталину в противоположных заявлениях. В своем блоге он написал, что сначала Баталина поддерживала усыновление российских детей американцами, однако затем стала выступать за запрет этой процедуры.
15 марта 2013 года Баталина стала одним из персонажей опубликованной газетой «Московский комсомолец» и вызвавшей скандал статьи Георгия Янса «Политическая проституция сменила пол».
Политолог Евгений Минченко, отмечая, что «Баталина — политик перспективный, хорошо держится, хорошо выглядит», считает, что со временем она может стать «одним из основных спикеров» «Единой России».
Сергей Неверов, вице-спикер Государственной Думы: «Баталина — профессионал и работоспособный человек. У неё большой опыт работы на региональном уровне. Она прошла серьёзную выборную кампанию. Ей присущи такие качества, как способность системно выстроить работу и добиться результата…».

### Плагиат
В конце марта 2013 года согласно экспертизе, выполненной вольным сетевым сообществом Диссернет, в тексте кандидатской диссертации Баталиной обнаружен плагиат. Согласно проверке, проведённой программой «Антиплагиат», в диссертации нашли около половины скопированного из других работ текста, который не был оформлен ни как ссылка, ни как цитирование. Баталина заявила, что писала диссертацию «полностью самостоятельно». Она выразила удивление по поводу используемой программы «Антиплагиат», которая, по её словам, связана с министром образования Дмитрием Ливановым.

## Санкции
В качестве председателя общественного совета федерального партийного проекта «Крепкая семья» Ольга Баталина поддержала руководство страны в отношении агрессивной политики против Украины.
С 21 августа 2018 рода находиться под санкциями Украины.

## Награды
- Благодарность Правительства Российской Федерации (16 мая 2023) — за большой вклад в содействие реализации государственной политики, развитию благотворительности и попечительства в социальной сфере [источник не указан 537 дней]
- Благодарность Правительства Российской Федерации (4 июля 2013) — за многолетнюю плодотворную законотворческую деятельность и развитие законодательства Российской Федерации[40]
- Медаль ордена «За заслуги перед Отечеством» II степени (12 июня 2013) — за большой вклад в развитие российского парламентаризма и активную законотворческую деятельность[41]
- Почётная грамота Президента Российской Федерации (20 сентября 2016) — за заслуги в законотворческой деятельности и многолетнюю плодотворную работу[42]
- Почетная грамота Правительства РФ (2016) — за заслуги в законотворческой деятельности и многолетнюю плодотворную работу[10]

## Семья
Замужем за Дмитрием Баталиным, имеет двух дочерей: Ольгу и Елизавету.

## Доходы
По официальным данным, за 2011 год Баталина вместе с супругом получила доход в размере 4,8 млн рублей; семья владеет квартирой, жилым строением, земельным участком и двумя легковыми автомобилями.